# Okean Elzy
Okean Elzy (ukrainisch Океан Ельзи Okean Elsy; auf deutsch übersetzt: Elsas Ozean), kurz O.E., ist eine Rockband aus der Ukraine.
Die Band wurde am 12. Oktober 1994 von vier Freunden in der westukrainischen Stadt Lwiw (dt. Lemberg) gegründet. Die Gründungsmitglieder Swjatoslaw Wakartschuk, Denys Hlinin, Jurij Chustotschka und Pawlo Hudimow kannten sich aus der 1991 gegründeten Band „Klan tyschi“ (Клан тиші).

## Geschichte

### 1994–1999
Gegründet wurde die Band Okean Elzy im Jahre 1994 von vier Männern aus Lemberg, welche ehemalige Mitglieder der 1991 gegründeten Band Klan Tyshi (ukrainisch: Клан тиші, Übersetzung: Clan of Silence) waren. Die ursprüngliche Besetzung bestand aus Leadgesang, Leadgitarre, Bass und Schlagzeug. Im Laufe des Jahres 1994 verbrachte die Band ihre Zeit mit Proben.
Ihr erstes Konzert fand am 14. Januar 1995 vor dem Lemberger Operntheater statt. Kurz nach diesem Auftritt veröffentlichten sie ein Demoband namens 'DEMO 94-95'. 1995 nahmen sie auch zum ersten Mal an den beiden größten (damals) ukrainischen Musikfestivals teil – Chervona Ruta und Melodiya, nahmen auch an Is, einem persönlichen Projekt des Lviver Musikers Oleg Sook teil, und führten das Lied vor langer Zeit auf.
1996 etablierte sich die Band auf dem Festivalgelände in der Ukraine und darüber hinaus. Okean Elzy nahm am Sribna Pidkova Festival, Alternative 2, Perlyny Sezonu, Tavriyski Ihry, Trust Open Air Gernsbach (Deutschland), Trash 96 und RFI 96 (Frankreich) teil.
1996 gab Okean Elzy auch ihr erstes Konzert außerhalb von Lemberg. Ihr erster Auftritt in der Hauptstadt Kiew fand 1996 statt, wo sie Deep Purple unterstützten. Im November–Dezember dieses Jahres nahmen sie die erste Maxi-Single der Gruppe, Budynok zi skla („Haus aus Glas“) auf und veröffentlichten sie. Kurz darauf wurde der erste Film über die Gruppe vom Fernsehsender TET gedreht und landesweit ausgestrahlt.
1997 gab es Tourneen in Südfrankreich und in Westdeutschland. Zurück in der Ukraine veranstalteten sie ein Konzert in ihrer Heimatstadt Lemberg, das große Menschenmengen anzog.
Der große Durchbruch der Band kam 1998, als sie die Entscheidung trafen, nach Kiew zu ziehen. Dort begannen sie an ihrem ersten Album Tam, de nas nema („Dort, wo wir nicht sind“) zu arbeiten. Das erste Musikvideo der Gruppe wurde zum Song Tam, de nas nema aufgenommen. Dieses Video war das erste Stück moderner ukrainischer Musik, das sowohl auf MTV Russia als auch auf dem französischen MCM-Kanal Spuren hinterlassen hat.
Anfang 1999 begann Okean Elzy mit der Arbeit an ihrem zweiten Album Ya na nebi buv („I was in the sky“). Im Mai beschloss die Gruppe, ihre Fangemeinde nach Russland auszudehnen. Ihr erstes Konzert war beim Festival Maxidrom. Es waren Tausende von Menschen da, die ihre Lieder bereits kannten, und viele sangen mit.
Am 16. September spielten sie ein Solokonzert im MCM Cafe in Paris.

### 2000–2004
Im Jahr 2000, genau ein Jahr nachdem sie mit der Arbeit an dem Album begonnen hatten, wurde Ya na nebi buv veröffentlicht.
Am 5. Februar 2000 gab Okean Elzy ein Solokonzert im Astoria Club in London. Im März trat der Keyboarder der Band bei.
2001 wurde Okean Elzy das neue Gesicht von Pepsi-Cola in der Ukraine, als das neue Jahrtausend anbrach. Sie veröffentlichten ihr drittes Album Model. Die Band startete eine große Tour durch die Ukraine namens „Ask for More“. Im August begannen sie mit der Arbeit an ihrem vierten Album Supersymetriya („Supersymmetry“). Das Album wurde schließlich 2003 veröffentlicht und die Gruppe begann sofort ihre größte Tour aller Zeiten.
Ende 2003 wurde Svyatoslav Vakarchuk als Frontmann der Band offizieller Botschafter der ukrainischen Kultur.
2004 traten Denys Dudko (ukrainischer Jazzbassist) und Miloš Jelić (Komponist aus Novi Sad, Serbien) der Band bei.
Während der Orangen Revolution unterstützte Okean Elzy aktiv die von der Bevölkerung geforderten demokratischen Veränderungen, wobei Slava als Aushängeschild der Revolution auftrat.

### 2005–heute
2005 trat Petro Cherniavsky der Band bei.
Am 22. September 2005 veröffentlichten Okean Elzy ihr neues Album Gloria. Danach ging die Band auf Tour (30 Städte in der Ukraine und 10 in Russland) mit einer Audio-Crew bestehend aus Sergey Kamenev, Alexandr Kostin, Yurii Barybin und Vyacheslav Lavrinenko.
Im September 2005 wurde Vakarchuk UN-Botschafter des Friedens. Außerdem startete Okean Elzy im September eine gemeinsame Kampagne mit der IOM und der MTV Europe Foundation zur Bekämpfung des Menschenhandels. Svyatoslav Vakarchuk, als UN-Botschafter des Friedens für 2006, hielt Treffen mit Studenten an ukrainischen und polnischen Universitäten ab. Vakarchuk beteiligt sich an einer Kampagne zur Unterstützung des Lesens. Ziel des Projekts ist es, Jugendliche auf Bücher aufmerksam zu machen und den Analphabetismus zu bekämpfen.
Im November 2006 besuchte Okean Elzy den Kosovo, wo Musiker ein Konzert für Friedensstifter aus der Ukraine, Polen, Deutschland, den Vereinigten Staaten und anderen Ländern gaben, zu denen auch ein internationales Kontingent von Friedensstiftern gehörte.
Während der Fußball-Weltmeisterschaft 2006 in Deutschland unterstützte Okean Elzy tatkräftig die ukrainische Nationalmannschaft und feuerte die Fans mit ihren Liedern an. Der letzte Song der Band namens Veseli, brate, chasy nastaly … („Oh, Brother, merry times came …“) sorgte in der Ukraine für Furore. Das Lied und das Video wurden als Single veröffentlicht und alle Gewinne wurden an eine Kindertagesstätte zur Behandlung von AIDS gespendet. Wohltätigkeitsaktivitäten spielen eine wichtige Rolle im Leben von OE.
Im April 2006 ging OE auf Tournee, die Chicago, New York City und Toronto umfasste.
Am 25. April 2007 veröffentlichte Okean Elzy ein neues Album, Mira („Measure“). Danach ging die Band auf eine landesweite Tour. Im Laufe eines Monats veranstalteten sie Konzerte in 27 ukrainischen Städten. Alle Konzerte fanden in Großstädten statt, meist in Stadien und Sportarenen. Die Konzerte wurden von mehr als 120.000 Fans besucht, was einen Rekord für die Gruppe aufstellte. Bei den beiden Kiewer Konzerten betrug die Besucherzahl insgesamt etwa 24.000. In der Geschichte der Ukraine hat nur Okean Elzy „zum zweiten Mal“ (nach der Gloria-Tour) so viele Menschen in so kurzer Zeit an einem Ort versammelt.
Im Jahr 2010 ging Okean Elzy auf ihre Dolce Vita Tour, um ihr neuestes Album Dolce Vita zu unterstützen, das über hundert Konzerte in Russland, der Ukraine, Belarus, Europa und Nordamerika umfasste.
Im Dezember 2013 trat die Band während der Euromaidan-Proteste auf.
2013 kündigten Okean Elzy auf ihrer Website ein neues Album und eine neue Tour durch die Ukraine an.
Am 21. Juni 2014, zu ihrem 20-jährigen Jubiläum, trat Okean Elzy vor 70.000 Fans in Kiew beim NSC Olimpiyskiy auf. Dieses Konzert war das größte in der ukrainischen Geschichte.
Seit der russischen Annexion der Krim im Jahr 2014 hat die Band ihre Auftritte in Russland eingestellt.
Am 24. August 2021 versammelte die Band rund 100.000 Fans bei ihrem Konzert im NSC Olimpiyskiy, das dem Unabhängigkeitstag der Ukraine gewidmet war.
Am 20. September 2024 veröffentlichte Okean Elzy nach achtjähriger Pause wieder ein Album, Toj den, sowie am 11. Oktober 2024 bei WMG ihr erstes englischsprachiges Album Lighthouse. Dieses enthält unter anderem Kollaborationen mit John Rzeznik (Goo Goo Dolls), Travis Barker (Blink-182) und John Feldmann (Goldfinger).

## Diskografie

### Alben
- 1998: Там, де нас нема (en/de: Tam, de nas nema)
- 2000: Янанебібув (en: Yananebibuv; de: Jananebibuw)
- 2001: Модель (en/de: Model)
- 2003: Суперсиметрія (en: Supersymetriya, de: Supersymetrija)
- 2005: Gloria
- 2007: Міра (en/de: Mira)
- 2010: Dolce Vita
- 2013: Земля (en: Zemlya, de: Semlja)
- 2016: Без меж (en: Bez mej, de: Bes mesch)
- 2024: Той день (en: Toy den, de: Toj den)
- 2024: Lighthouse (englischsprachiges Album)

### Live-Alben
- 2003: Tvій формат (en: Tviy format, de: Tvij format)

### Kompilationen
- 2006: 1221

### Singles (Auswahl)
- 2000: Коли Тебе Нема
- 2000: Відпусти
- 2001: Квiтка
- 2005: Без Бою
- 2007: Все Буде Добре
- 2010: Я Так Хочу
- 2010: На Лінії Вогню
- 2013: Обійми
- 2013: На Небі
- 2015: Не твоя війна
- 2018: Obnimi (Remix) (mit Callmearco)
- 2021: #Без тебе мене нема
- 2021: Місто весни (mit Odyn w Kanoe)
- 2024: Як ніколи